# Krossfjöll
Krossfjöll är ett berg i republiken Island. Det ligger i regionen Suðurland, 30 km sydost om huvudstaden Reykjavík. Toppen på Krossfjöll är 273 meter över havet.
Närmaste större samhälle är Hveragerði, omkring 14 kilometer nordost om Krossfjöll. Trakten runt Krossfjöll består i huvudsak av gräsmarker.